# 2001 au Maroc
Chronologie du Maroc
- 1997
- 1998
- 1999
- 2000
- 2001
- 2002
- 2003
- 2004
- 2005

Cet article présente les faits marquants de l'année 2001 au Maroc ou relatifs au Maroc.

## Événements
- 2 octobre 2001 : Ouverture à Casablanca de l'exposition “France-Expo 2001” .  325 entreprises françaises et 13 régions et organismes régionaux de l'Hexagone prennent part à cette manifestation commerciale et industrielle décidée par le gouvernement français et coorganisée par la Chambre française de commerce et d'industrie du Maroc, la mission économique et financière de l'ambassade de France au Maroc et le CFME-ACTIM.
- 25 novembre 2011 : élection de Hicham El Guerrouj meilleur athlète au monde par la Fédération internationale d'athlétisme (IAAF) à Monaco.